# Speciaalbier Cornelis & Cornelia
De Speciaalbieren Cornelis & Cornelia zijn speciaalbieren van supermarktketen Deen. De bieren zijn genoemd naar de oprichters van de winkels; Corry en Cor Deen. De bieren zijn exclusief verkrijgbaar bij de supermarktketen. De bieren worden sinds 2015 gebrouwen door Brouwerij Jopen uit Haarlem, daarnaast is het het eerste speciaalbier gebrouwen specifiek voor een supermarktketen.